# Saint-Aubin-lès-Elbeuf
Pour les articles homonymes, voir Saint-Aubin.
Saint-Aubin-lès-Elbeuf est une commune française située dans le département de la Seine-Maritime en région Normandie.

## Géographie

### Localisation
| Orival, Seine |                           | Cléon                         |
| Elbeuf, Seine | Saint-Aubin-lès-Elbeuf    | Freneuse                      |
|               | Seine Caudebec-lès-Elbeuf | Seine Saint-Pierre-lès-Elbeuf |

Située dans une boucle de la Seine, la ville de Saint-Aubin-lès-Elbeuf est à une vingtaine de kilomètres de Rouen, 110 km de Paris et une soixantaine de kilomètres de la côte normande (mini: Honfleur, Veules-les-roses). La ville bénéficie de bonnes liaisons routières et notamment de la proximité du réseau autoroutier.
Saint-Aubin, qui s'étend sur 578 hectares, s'était regroupée avec neuf autres communes dans l'Agglo d'Elbeuf. Celle-ci a fusionné en 2010 avec trois autres intercommunalités pour créer la communauté d'agglomération Rouen-Elbeuf-Austreberthe (CREA), qui regroupe près de 500 000 habitants et est devenue la Métropole Rouen Normandie.

### Hydrographie
La commune est située dans le bassin Seine-Normandie. Elle est drainée par la Seine et un bras de la Seine,,.
La Seine, qui prend sa source à Source-Seine, en Côte-d'Or, sur le plateau de Langres, traverse le département avec de larges méandres sur son flanc sud et se jette dans la Manche entre Le Havre et Honfleur. 

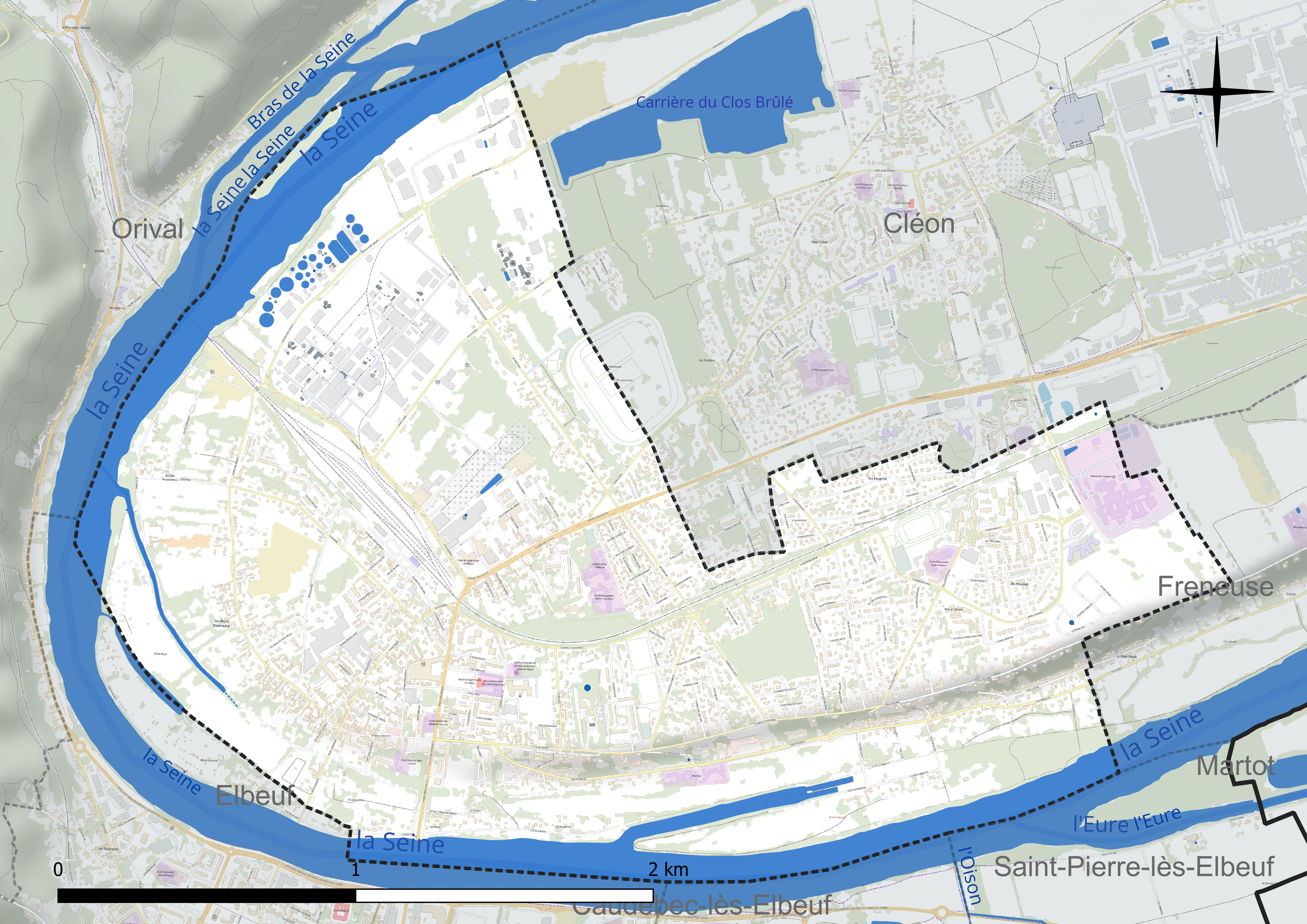
Réseau hydrographique de Saint-Aubin-lès-Elbeuf.

### Climat
Pour des articles plus généraux, voir Climat de la Normandie et Climat de la Seine-Maritime.
En 2010, le climat de la commune est de type climat océanique dégradé des plaines du Centre et du Nord, selon une étude du CNRS s'appuyant sur une série de données couvrant la période 1971-2000. En 2020, Météo-France publie une typologie des climats de la France métropolitaine dans laquelle la commune est exposée à un climat océanique et est dans la région climatique Côtes de la Manche orientale, caractérisée par un faible ensoleillement (1 550 h/an) ; forte humidité de l’air (plus de 20 h/jour avec humidité relative > 80 % en hiver), vents forts fréquents. Parallèlement le GIEC normand, un groupe régional d’experts sur le climat, différencie quant à lui, dans une étude de 2020, trois grands types de climats pour la région Normandie, nuancés à une échelle plus fine par les facteurs géographiques locaux. La commune est, selon ce zonage, exposée à un « climat contrasté des collines », correspondant au Pays d’Auge, Lieuvin et Roumois, moins directement soumis aux flux océaniques et connaissant toutefois des précipitations assez marquées en raison des reliefs collinaires qui favorisent leur formation.
Pour la période 1971-2000, la température annuelle moyenne est de 11,1 °C, avec une amplitude thermique annuelle de 13,8 °C. Le cumul annuel moyen de précipitations est de 784 mm, avec 12,3 jours de précipitations en janvier et 8,1 jours en juillet. Pour la période 1991-2020, la température moyenne annuelle observée sur la station météorologique la plus proche, située sur la commune de Louviers à 15 km à vol d'oiseau, est de 11,8 °C et le cumul annuel moyen de précipitations est de 719,5 mm,. Pour l'avenir, les paramètres climatiques de la commune estimés pour 2050 selon différents scénarios d’émission de gaz à effet de serre sont consultables sur un site dédié publié par Météo-France en novembre 2022.

## Urbanisme

### Typologie
Au 1er janvier 2024, Saint-Aubin-lès-Elbeuf est catégorisée centre urbain intermédiaire, selon la nouvelle grille communale de densité à sept niveaux définie par l'Insee en 2022.
Elle appartient à l'unité urbaine de Rouen, une agglomération inter-départementale regroupant 50  communes, dont elle est une commune de la banlieue,,. Par ailleurs la commune fait partie de l'aire d'attraction de Rouen, dont elle est une commune de la couronne,. Cette aire, qui regroupe 317 communes, est catégorisée dans les aires de 200 000 à moins de 700 000 habitants,.

### Occupation des sols
L'occupation des sols de la commune, telle qu'elle ressort de la base de données européenne d’occupation biophysique des sols Corine Land Cover (CLC), est marquée par l'importance des territoires artificialisés (79,2 % en 2018), en diminution par rapport à 1990 (84,5 %). La répartition détaillée en 2018 est la suivante :
zones urbanisées (57,8 %), zones industrielles ou commerciales et réseaux de communication (19,5 %), eaux continentales (11,2 %), prairies (9,1 %), espaces verts artificialisés, non agricoles (1,9 %), forêts (0,5 %). L'évolution de l’occupation des sols de la commune et de ses infrastructures peut être observée sur les différentes représentations cartographiques du territoire : la carte de Cassini (XVIIIe siècle), la carte d'état-major (1820-1866) et les cartes ou photos aériennes de l'IGN pour la période actuelle (1950 à aujourd'hui).

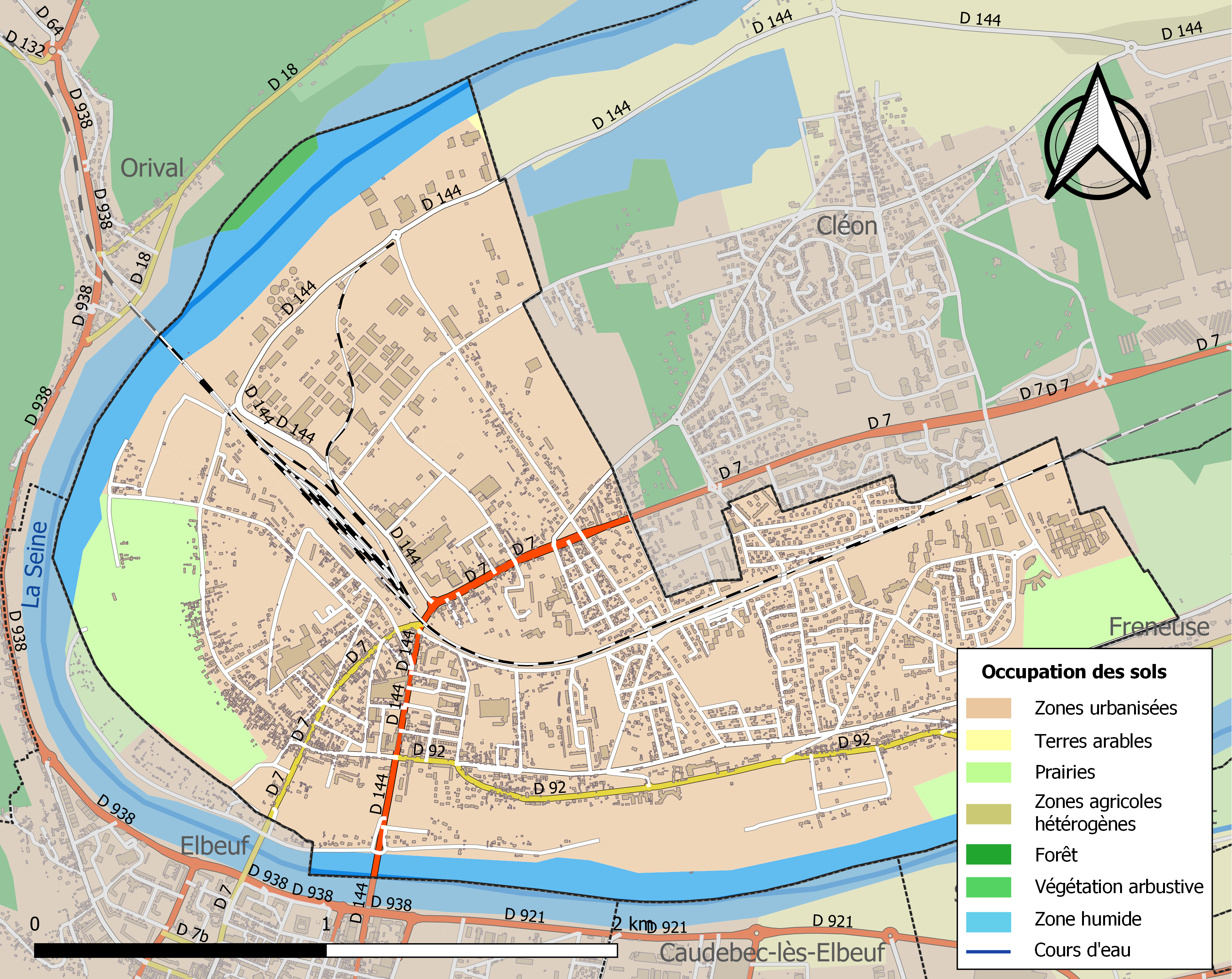
Carte des infrastructures et de l'occupation des sols de la commune en 2018 (CLC).

## Toponymie
Le nom de la localité est attesté sous les formes De parrochia Sancti Albini de Cotebullent en 1273, Saint Aubin de coste Bullenc en 1319, Ecclesia Sancti Albini juxta Boulent en 1434 et 1435, Saint-Aubin-jouxte-Boulleng en 1715. Elle ne prit son nom actuel qu'en 1931, conformément à un arrêté ministériel du mois de septembre.
Saint Aubin est la dédicace d'un grand nombre de communes en Normandie, il s'agit d'un ancien évêque d'Angers au VIe siècle.
En français, la préposition « lès » signifie « près de ». D'usage vieilli, elle n'est guère plus rencontrée que dans les toponymes, plus particulièrement ceux de localités. Saint-Aubin-lès-Elbeuf pour « Saint-Aubin-près d'Elbeuf ».

## Histoire

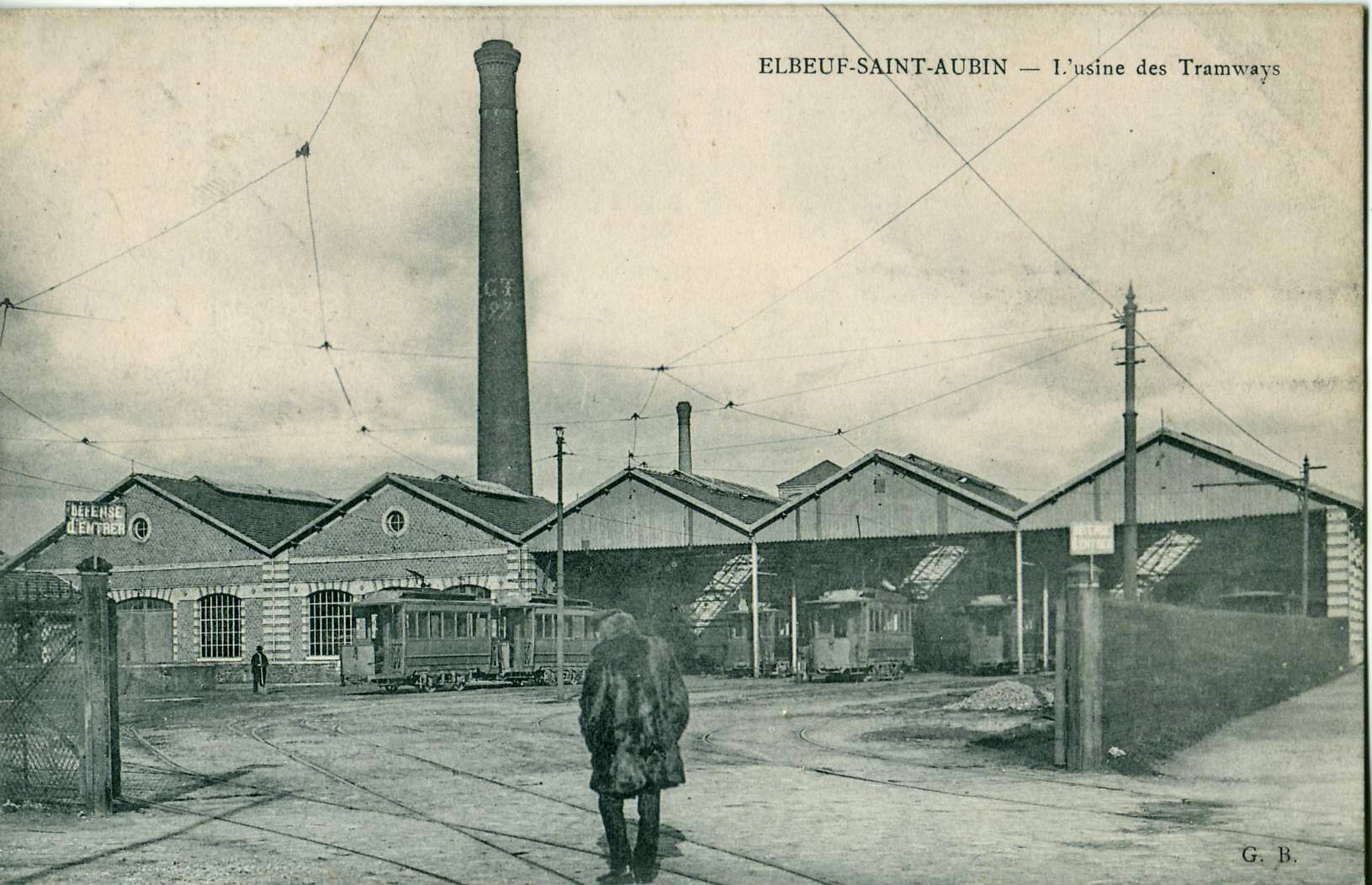
De 1898 à 1927, la commune abritait le cœur de l'ancien tramway d'Elbeuf, avec son dépôt et son usine électrique.

Pendant seconde partie de la Guerre de cent ans, l’ile de la Bastille abritait une petite fortification anglaise.
En septembre 1914, un commando allemand chargé de faire sauter le pont d'Oissel, y fut fait prisonnier.

## Politique et administration

### Liste des maires
| Période                                  | Période                     | Identité                              | Étiquette | Qualité |
| ---------------------------------------- | --------------------------- | ------------------------------------- | --------- | --- |
| Les données manquantes sont à compléter. |                             |                                       |           | |
| 1792                                     | 1793                        | Mathurin Fréret                       |           | |
| 1793                                     |                             | Charles Hazet                         |           | |
| 1800                                     | 1808                        | Jean Hédouin                          |           | |
| 1808                                     | 1809                        | Étienne Nicolas Landry de Saint-Aubin |           | Officier de la Légion d'honneur |
| 1809                                     | 1815                        | Mathurin Fréret                       |           | |
| 1815                                     | 1815                        | Étienne Nicolas Landry de Saint-Aubin |           | Officier de la Légion d'honneur |
| 1815                                     | 1816                        | Mathurin Fréret                       |           | |
| 1816                                     | 1824                        | Pierre-Jacques Goumet                 |           | |
| 1824                                     | 1826                        | Charles Auguste Bouvry                |           | |
| 1826                                     | 1831                        | Jean-Thomas Hédouin                   |           | |
| 1831                                     | 1839                        | Étienne Nicolas Landry de Saint-Aubin |           | Officier de la Légion d'honneur |
| 1839                                     | 1848                        | Epiphane Bachelet                     |           | |
| 1848                                     | 1852                        | Louis Montreuil                       |           | |
| 1852                                     | 1865                        | Joseph Brismontier                    |           | |
| 1865                                     | 1870                        | Louis Montreuil                       |           | |
| 1870                                     | 1870                        | Jean-Baptiste Deshayes                |           | |
| 1870                                     | octobre 1871                | Eugène Foliot                         |           | |
| octobre 1871                             | 1874                        | Armand de Salvaing de Boissieu        |           | |
| 1874                                     | 1876                        | Louis Montreuil                       |           | |
| 1876                                     | 1917                        | Isidore Maille                        |           | Propriétaire agriculteur Député de la Seine-Inférieure (1906 → 1910) Conseiller général d'Elbeuf (1888 → 1913)                                 |
| 1917                                     | 1917                        | Victor Guiborel                       |           | |
| 1917                                     | 1919                        | Léopold Duponchel                     |           | |
| 1919                                     | décembre 1919               | Alexandre Dubourg                     |           | |
| décembre 1919                            | mai 1935                    | Georges Pécoud                        |           | |
| mai 1935                                 | 1936                        | Paul Didion                           |           | |
| 1936                                     | 1944                        | Émile Keromnes                        |           | |
| 1944                                     | 1944                        | Émile Bonneau                         |           | |
| 1944                                     | mai 1953                    | Marcel Touchard                       |           | |
| mai 1953                                 | mars 1959                   | Jean Saunier                          |           | |
| mars 1959                                | mars 1977                   | André Gantois                         |           | |
| mars 1977                                | juin 1995                   | René Heroux                           |           | |
| juin 1995                                | juillet 2009                | Jean-Pierre Blanquet,                 |           | Secrétaire général honoraire de la Ville Chevalier de la Légion d'honneur Croix du Mérite de la République fédérale d'Allemagne Démissionnaire |
| juillet 2009                             | mai 2020                    | Jean-Marie Masson                     | DVG       | Retraité de la fonction publique Vice-président de la Métropole Rouen Normandie (2015 → 2019)                                                  |
| mai 2020,                                | En cours (au 24 avril 2023) | Karine Bendjebara-Blais               | DVG       | Assistante sociale |

### Jumelages
- Pattensen  (Allemagne).

## Démographie
L'évolution du nombre d'habitants est connue à travers les recensements de la population effectués dans la commune depuis 1793. Pour les communes de moins de 10 000 habitants, une enquête de recensement portant sur toute la population est réalisée tous les cinq ans, les populations de référence des années intermédiaires étant quant à elles estimées par interpolation ou extrapolation. Pour la commune, le premier recensement exhaustif entrant dans le cadre du nouveau dispositif a été réalisé en 2006.

En 2022, la commune comptait 8 429 habitants, en évolution de +3,07 % par rapport à 2016 (Seine-Maritime : +0,35 %, France hors Mayotte : +2,11 %).
| 1793  | 1800  | 1806  | 1821  | 1831  | 1836  | 1841  | 1846  | 1851  |
| ----- | ----- | ----- | ----- | ----- | ----- | ----- | ----- | ----- |
| 1 204 | 1 111 | 1 082 | 1 185 | 1 444 | 1 433 | 1 474 | 1 558 | 1 404 |

| 1856  | 1861  | 1866  | 1872  | 1876  | 1881  | 1886  | 1891  | 1896  |
| ----- | ----- | ----- | ----- | ----- | ----- | ----- | ----- | ----- |
| 1 476 | 1 580 | 1 945 | 2 566 | 2 870 | 3 291 | 3 268 | 3 189 | 3 343 |

| 1901  | 1906  | 1911  | 1921  | 1926  | 1931  | 1936  | 1946  | 1954  |
| ----- | ----- | ----- | ----- | ----- | ----- | ----- | ----- | ----- |
| 3 432 | 3 414 | 3 518 | 3 912 | 4 113 | 4 298 | 4 761 | 4 788 | 5 321 |

| 1962  | 1968  | 1975  | 1982  | 1990  | 1999  | 2006  | 2011  | 2016  |
| ----- | ----- | ----- | ----- | ----- | ----- | ----- | ----- | ----- |
| 6 549 | 8 305 | 8 869 | 9 424 | 8 671 | 8 296 | 8 067 | 8 131 | 8 178 |

| 2021  | 2022  | - | - | - | - | - | - | - |
| ----- | ----- | - | - | - | - | - | - | - |
| 8 428 | 8 429 | - | - | - | - | - | - | - |

## Culture locale et patrimoine

### Lieux et monuments
- Usines nombreuses dont filatures[34],[35],[36],[37]
- Église Saint-Aubin[38]
- Maison-Mère de la congrégation des Sœurs du Sacré-Cœur de Jésus fondée en 1818 par Geneviève Fréret.
- Hippodrome.

### Personnalités liées à la commune
- Louis Alexandre Bachelet-Damville (1771-1813), général des armées de la République et de l'Empire[pourquoi ?], mort au combat le 16 octobre 1813 à la bataille de Leipzig.
- Roland Leroy (1926-2019), directeur de L'Humanité et député du Parti communiste français né à Saint-Aubin-lès-Elbeuf.
- Franz-Olivier Giesbert y a passé son enfance, dans une maison quai d'Orival[39].
- Léna Marrocco, championne de France 2010 de patinage artistique[pourquoi ?].
- Yassine Benzia, footballeur algérien né à Saint-Aubin-lès-Elbeuf.[pourquoi ?]
- Clément Passal, dit le « marquis de Champaubert » (1892-1929), célèbre escroc, qui habita la commune.
- Simone Sauteur (1921-2012), enseignante, poète et résistante française, y est morte.

### Héraldique
| Armes de Saint-Aubin-lès-Elbeuf | Les armes de la commune de Saint-Aubin-lès-Elbeuf se blasonnent ainsi : Parti : au 1) d’azur au pont de trois arches d’or sommé d’une croix patriarcale du même et posé sur une rivière de sinople, au 2) de gueules à la crosse d’argent accostée des lettres S et A capitales du même ; le tout sommé d’un chef d’argent chargé de trois grappes de trois cerises au naturel. |